# Hanalei
Hanalei è un census-designated place (CDP) degli Stati Uniti d'America, situato nello stato delle Hawaii, nella contea di Kauai. Il villaggio è affacciato sull'omonima baia delle coste settentrionali dell'isola.